# 那错
那错是一个位于中国西藏自治区安多县的湖泊，面积约为300平方千米。